# Sonorella dragoonensis
Sonorella dragoonensis är en snäckart som beskrevs av Henry Augustus Pilsbry och James Henry Ferriss 1915. Sonorella dragoonensis ingår i släktet Sonorella och familjen Helminthoglyptidae. Inga underarter finns listade i Catalogue of Life.